# Солт (река)
Солт (на английски: Salt River) е река в щата Аризона, Съединените американски щати.
Дължината ѝ е 322 км. Водосборният ѝ басейн е 35 483 кв. км. Извира на 3475 м н.в., а надморската височина при устието ѝ е 283 м н.в.